# Michael Haas (Produzent)
Michael Haas (geboren 1954 in Charlotte (North Carolina)) ist ein britisch-österreichischer Musikproduzent und Musikhistoriker.

## Leben
Benjamin Michael Haas ist ein Sohn des Schriftstellers Ben Haas (1926–1977) und der Kostümbildnerin Douglas Thorton Taylor (1927–), er hat zwei Brüder. Er wuchs in Raleigh (North Carolina) und in Wien auf. 
Haas studierte Klavier am Konservatorium der Stadt Wien und an der Universität für Musik und darstellende Kunst Wien. Ab 1977 arbeitete er als Plattenproduzent bei Decca in London. Seither gewann er mit seinen Produktionen vier Grammy Awards und den allerersten Latin Grammy. Haas war 1994/5 Vizepräsident von Sony Classical in New York. Er arbeitete bei Decca als Produzent für Georg Solti und bei Sony für Claudio Abbado und die Berliner Philharmoniker. Er steuerte Beiträge zum Cambridge Companion to Conducting (2003) und zum Cambridge Companion to Recorded Music (2009) bei. 
Haas initiierte und leitete die Decca-Aufnahmereihe „Entartete Musik“. Von 2002 bis 2010 arbeitete er im Jüdischen Museum Wien als Musik-Kurator. Haas publizierte 2013 die historische Untersuchung „Forbidden Music – the Jewish Composers Banned by the Nazis“. 
Von 2000 bis 2015 war er Direktor des Jewish Music Institute der University of London und 2015/16 Research Associate am University College London, School of Jewish and Hebrew Studies. 2016 war er Mitbegründer von exil.arte und arbeitet seither als Senior Researcher des Exilarte Zentrums der Universität für Musik und darstellende Kunst Wien (mdw).
Haas beteiligte sich bei mehreren Ausstellungen als Kurator und initiierte die Ausstellungsserie Musik des Aufbruchs am Jüdischen Museum Wien zu den Komponisten Hans Gál, Egon Wellesz, Erich Zeisl, Franz Schreker, Erich Wolfgang Korngold, Hanns Eisler und Ernst Toch. In Anerkennung seiner Eisler-Ausstellung erhielt Haas 2009 einen Theodor-Körner-Preis. Haas wurde 2017 an der Middlesex University mit einer Dissertation zum Thema Musik und Restitution promoviert. 
Seit 2006 lebt Haas mit seinem schon langjährigen Lebenspartner Kevin Bell in ziviler Partnerschaft. Sie wohnen in North Cotswolds in Gloucestershire und in Wien. Sie sind beide Mitglied im Londoner Reform Club.

## Schriften (Auswahl)
- Forbidden music : the Jewish composers banned by the Nazis. New Haven, Conn. : Yale Univ. Press, 2013
- "Wenn ich komponiere, bin ich wieder in Wien." : Exilmusik und Rückkehr. Kursbuch, 2019
- Music of exile : the untold story of the composers who fled Hitler, New Haven ; London : Yale University Press, 2023, ISBN 978-0-300-26650-4